# Warner Robins
Warner Robins is een plaats (city) in de Amerikaanse staat Georgia, en valt bestuurlijk gezien onder Houston County en Peach County.

## Demografie
Bij de volkstelling in 2000 werd het aantal inwoners vastgesteld op 48.804.
In 2006 is het aantal inwoners door het United States Census Bureau geschat op 58.672, een stijging van 9868 (20.2%).

## Geografie
Volgens het United States Census Bureau beslaat de plaats een oppervlakte van
59,2 km², waarvan 59,0 km² land en 0,2 km² water.

## Plaatsen in de nabije omgeving
De onderstaande figuur toont nabijgelegen plaatsen in een straal van 28 km rond Warner Robins.